# Liegnitz-Rawitscher Eisenbahn

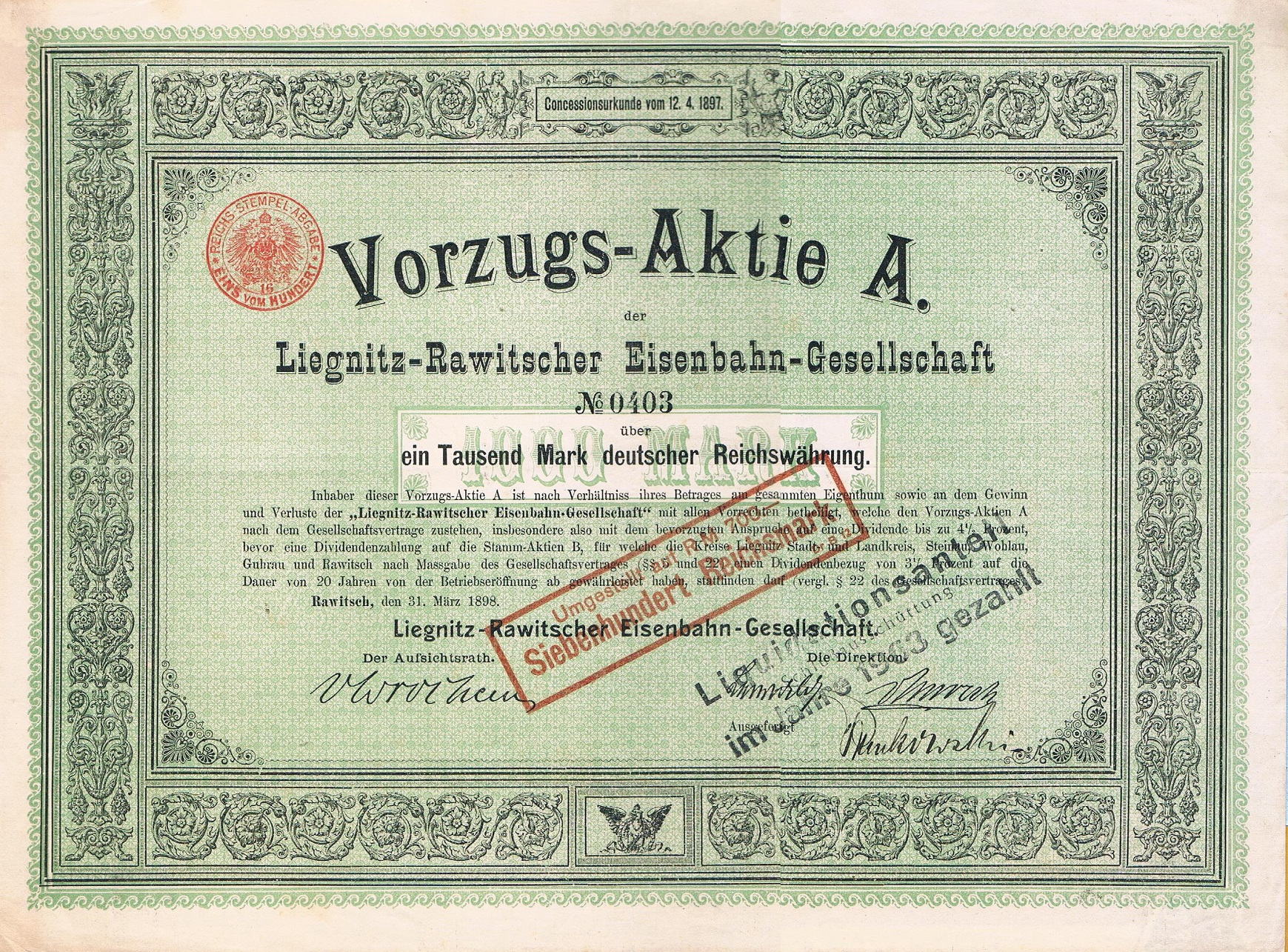
Liegnitz-Rawitscher Eisenbahngesellschaft
Vorzugsaktie A von 1898

Die Liegnitz-Rawitscher Eisenbahn-Gesellschaft (LRE) wurde am 25. Mai 1897 durch die Berliner Handels-Gesellschaft und den Bankier Bleichröder gegründet. Auch die zur Lenz-Gruppe gehörende AG für Verkehrswesen war beteiligt, im Jahre 1940 noch mit 38 Prozent des Kapitals.

## Geschichte
Zweck des Unternehmens war der Bau und Betrieb einer vollspurigen Nebeneisenbahn von der niederschlesischen Bezirkshauptstadt Liegnitz (66.000 Einwohner) in nordöstlicher Richtung über Steinau, wo die Oder überquert wurde, nach der Kreisstadt Rawitsch mit 11.500 Einwohnern im Süden der damals preußischen Provinz Posen. Hier kreuzte man die Bahnstrecke Lissa–Breslau; dann ging es weiter nach Osten, bis in Kobylin im damaligen Landkreis Krotoschin die Hauptbahn Ostrowo–Lissa erreicht wurde.
Der Betrieb, den die Firma Lenz & Co GmbH führte, wurde auf der 113 km langen Strecke am 5. Februar 1898 eröffnet. Von der zwischen Rawitsch und Kobylin gelegenen Station Görchen zweigten seit dem 17. Mai 1898 noch zwei kurze Stichbahnen ab, die eine südlich nach Pakoswalde und die andere nördlich nach Gostkowo, von wo die Züge auf der Gostyner Kreisbahn über Kröben nach Gostyn weiterfuhren. Die LRE und damit Lenz & Co waren auch für den Betrieb der Kreisbahn verantwortlich.
Der Personenverkehr wurde auf den beiden Nebenbahnen erst am 1. Oktober 1898 aufgenommen. Damit umfasste das Netz der LRE 129 km. Gerade für die Beförderung landwirtschaftlicher Produkte hatte die LRE ihre besondere Bedeutung. Diesem Zweck diente ab 1. September 1900 auch eine drei Kilometer lange Güterbahn zu dem bahneigenen Oderhafen in Steinau.
Nach dem Ersten Weltkrieg fiel die Provinz Posen an die Republik Polen. Der Sitz der LRE wurde von Rawitsch nach Liegnitz und 1932 nach Berlin verlegt. Ihre Züge endeten fortan im Bahnhof Wehrse, fast vier Kilometer vor der neuen Grenze bei Rawitsch. Die Gesamtlänge der Strecken betrug nun nur noch 75 km.
Der Ostteil und die beiden Nebenstrecken – insgesamt 54 km – lagen ab 1920 auf polnischem Gebiet und wurden mit Vertrag vom 12. Februar 1925 an Polen verkauft, wo sie von einer neuen Gesellschaft – der Rawicz–Kobyliner Eisenbahn – übernommen wurden. Nach zeitweiliger Unterbrechung fuhr einmal täglich ein Zug der LRE über die Grenze nach Rawitsch. Die Firma Lenz & Co war auch auf polnischer Seite an der Betriebsführung beteiligt. Während des Zweiten Weltkrieges fuhr die LRE wieder von Liegnitz bis Rawitsch durchgehende Personenzüge. Die anschließende Strecke nach Kobylin gehörte nun zur Reichsbahn.

## Strecken
a) Liegnitz–Rawitsch–Kobylin
- 0,0 Liegnitz Nord (früher: Nebenbahnhof)
- 1,8 Pfaffendorf (b.Liegnitz) (Nur Güterverkehr)
- 5,0 Panten
- 9,0 Bienowitz (1939: Bienau)
- 11,3 Pohlschildern
- 16,3 Parchwitz (Kr Liegnitz)
- 22,7 Bielwiese
- 26,2 Porschwitz
- 33,0 Steinau (Oder)
- 36,9 Ibsdorf
- 40,9 Krehlau
- 45,7 Kaschewen (Kr Wohlau) (Nur Güterverkehr)
- 49,4 Winzig
- 53,2 Piskorsine (1939: Kirchlinden)
- 54,2 Akreschfronze (Kr Guhrau) (Nur Güterverkehr)
- 56,9 Groß Tschuder (1939: Steinbrück/Schlesien)
- 60,7 Herrnstadt
- 62,8 Gurkau b. Herrnstadt (Nur Güterverkehr)
- 65,6 Tscheschkowitz-Bienowitz (1939: Eichenhag)
- 71,0 Wehrse
- 74,1 Woidnig (Nur Güterverkehr)
- 74,5 Wehrse Landesgrenze (Kein Halt)
- 79,9 Rawitsch Staatsbahnhof
- 83,2 Rawitsch Ostbahnhof
- 86,7 Sarne (Sarnowa)
- 90,2 Görchen (Miejska Gorka)
- 94,3 Sobialkowo (1941: Altrecht)
- 97,2 Oczkowice (1944: Osthofen/Wartheland)
- 99,9 Dlonie (1941: Freihufen)
- 105,4 Jutroschin (1941: Orlahöh) (1944: Horlen)
- 109,0 Smolitz (1944: Zietenfelde)
- 113,0 Kobylin (1944: Koppelstädt)

b) Gostkowo–Görchen–Pakoswalde
- 0,0 Gostkowo (1941: Bitterfelde; 1944: Bittershof)
- 3,6 Roszkowko (1941: Kleinraschkau; 1944: Raschhof)
- 7,1 Görchen (Miejska Gorka)
- 11,8 Chojno (1941: Kiefernrode)
- 16,1 Pakoswalde (1941: Pakswalde) (1944: Packswalde)